# フレデリック・ヴィンソン
フレデリック・ムーア・ヴィンソン（英語: Frederick Moore Vinson、1890年1月22日 – 1953年9月8日）は、アメリカ合衆国の政治家。ケンタッキー州選出連邦下院議員、最高裁判所長官、財務長官などを歴任し、司法機関・立法機関・行政機関の3部門全てに務めた経歴を持つ。

## 生涯

### 青年時代
1890年1月22日にケンタッキー州ローレンス郡ルイザの刑務所で誕生した。ヴィンソンの父親はローレンス郡の刑務官として勤務しており、幼い頃から刑務所内で父親の手伝いをしていた。1908年にケンタッキー師範学校を卒業し、センター大学に入学した。そして大学を首席で卒業してルイザで弁護士となり、その後はルイザ市検事に選出された。1914年7月に始まった第一次世界大戦の期間中にヴィンソンは陸軍に所属し、1918年11月の終結後はケンタッキー州第32司法管轄地区の州検事に選出された。

### 連邦下院議員時代
1924年1月にウィリアム・フィールズのケンタッキー州知事就任に伴い、空席となったケンタッキー州第9選挙区の下院議員補欠選挙に立候補して当選した。その後は1938年5月まで連邦下院議員を務めた。
連邦下院議員を務めている間に、当時はミズーリ州選出連邦上院議員だったハリー・トルーマンと知り合い、非常に親しい仲となった。1950年代初めに大統領に就任していたトルーマンが2期目の大統領選挙に出馬しないことを決めた際、トルーマンはヴィンソンに次期大統領選挙への出馬を要請した。しかしながらトルーマンの推薦をヴィンソンが断ったため、民主党は1952年アメリカ合衆国大統領選挙にアドレー・スティーブンソンを出馬させた。

### 控訴裁判所裁判官時代
1937年12月にフランクリン・ルーズベルト大統領からコロンビア特別区巡回控訴裁判所の裁判官に指名された。ヴィンソンはこれを受諾して議員生活に幕を下ろし、1943年5月に辞任するまで同職を務めた。

### 財務長官時代
1943年5月に経済安定局長官の席に就く為、非常事態裁判所長官の座を退いた。その後は1945年3月6日から4月3日まで連邦借款庁長官、4月4日から7月22日まで戦時動員再転換局長官を務め、7月23日に財務長官に就任した。
財務長官としてのヴィンソンの任務は、第二次世界大戦によって揺らいだアメリカ経済を安定させることであり、アメリカ合衆国の財務状態を戦後の世界情勢に適応させることであった。終戦直前にヴィンソンは大規模な戦時公債を募った。
1945年9月に第二次世界大戦が終結すると、ヴィンソンはアメリカ合衆国からの借款のうち最大の借款であった1940年のイギリス借款・同盟国に実施した経済支援と武器支援の清算について協議した。また民間投資を促進させるため、1945年の国税法で減税を行った。1944年7月のブレトン・ウッズ会議で合意された国際復興開発銀行と国際通貨基金の設立を指揮し、国際復興開発銀行と国際通貨基金の初代議長を務めた。1946年6月に財務長官を退任した。

### 最高裁判所長官時代
1946年6月に最高裁判所長官に就任したが、この時最高裁判所は大きく2つの派閥に分裂していた。一方は南部出身のヒューゴ・ブラック、もう一方はニューヨーク出身のロバート・ジャクソンであった。互いに会話をしたことも無い裁判官もいたが、ヴィンソンは少なくとも個人的なレベルではこの亀裂を修復することに成功した。
最高裁判所長官として、77の判決の主文理由と13の判決の反対意見を執筆した。その反対意見の中で最も注目的なものは、1952年6月3日に下されたヤングスタウン・シート・アンド・チューブ社対チャールズ・ソーヤー商務大臣の判決である。この裁判は鉄鋼業界のストライキを回避するためにトルーマン大統領が行使したタフト・ハートリー法の合憲性を問うものであった。最高裁判所はタフト・ハートリー法の行使は認めたが、同時にタフト・ハートリー法を違憲であると判断した。

## 家族
1924年1月にロバータ・ディクソンと結婚し、2人の間にフレデリック・ヴィンソン・ジュニアとジェイムズ・ヴィンソンの2人の息子が誕生した。1953年9月8日の早朝にワシントンD.C.にて、心臓発作によって63歳で死去した。フレデリック・ヴィンソン最高裁判所長官の遺体は、ケンタッキー州ルイザのパインヒル墓地に埋葬された。